# یانا دمنتیوا
یانا دمنتیوا (اوکراینی: Яна Михайлівна Дементьєва؛ زادهٔ ۲۳ اکتبر ۱۹۷۸) قایقران روئینگ اهل اوکراین بود.